# San Giuseppe a Via Nomentana

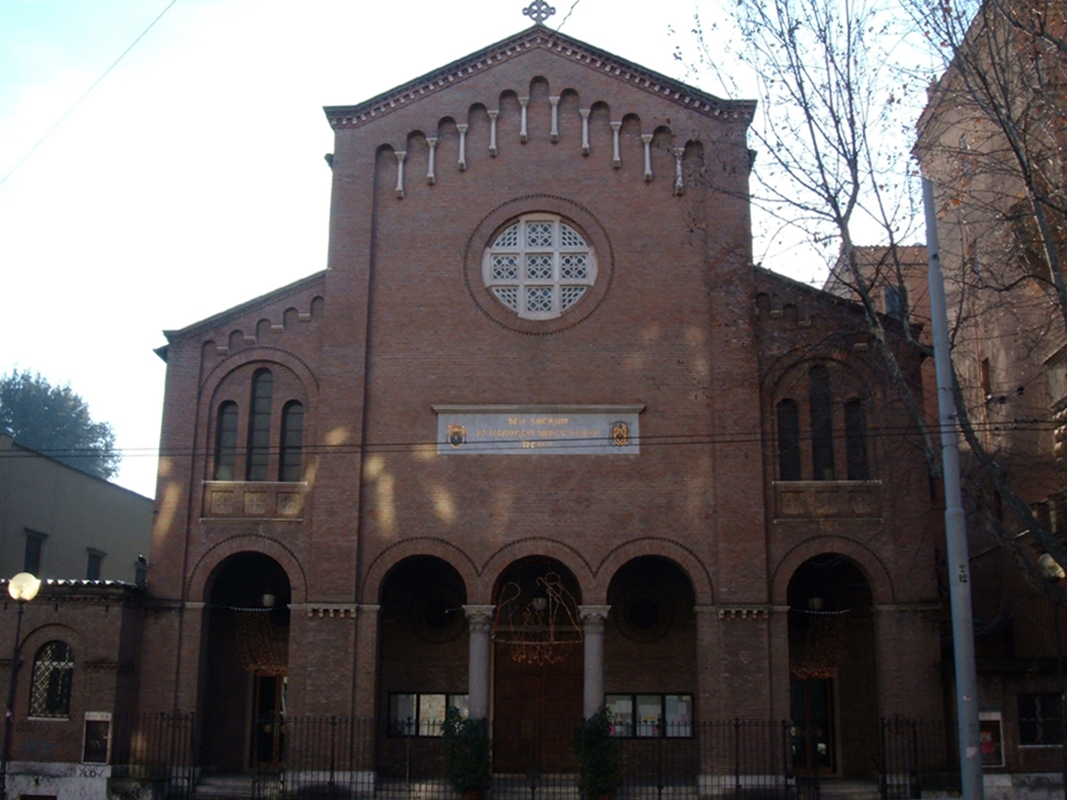
Vista da fachada.

San Giuseppe a Via Nomentana é igreja de Roma localizada na Via Nomentana, no quartiere Nomentano. É dedicada a São José.

## História

### Natività di Maria a Villa Bolognetti
Antes de San Giuseppe, uma pequena capela, construída em 1742 e dedicada ao Nascimento de Maria, ficava no local, que era parte da Villa Bolognetti. A villa foi construída em 1738 pelo cardeal Mario Bolognetti numa vinha que ele havia comprado para este fim quando ainda era apenas tesoureiro da Câmara Apostólica (ele foi feito cardeal em 1743). O projeto incluía uma pequena capela, descrita como rococó. Ela foi construída por Nicola Salvi e a decoração era de Girolamo Toma.

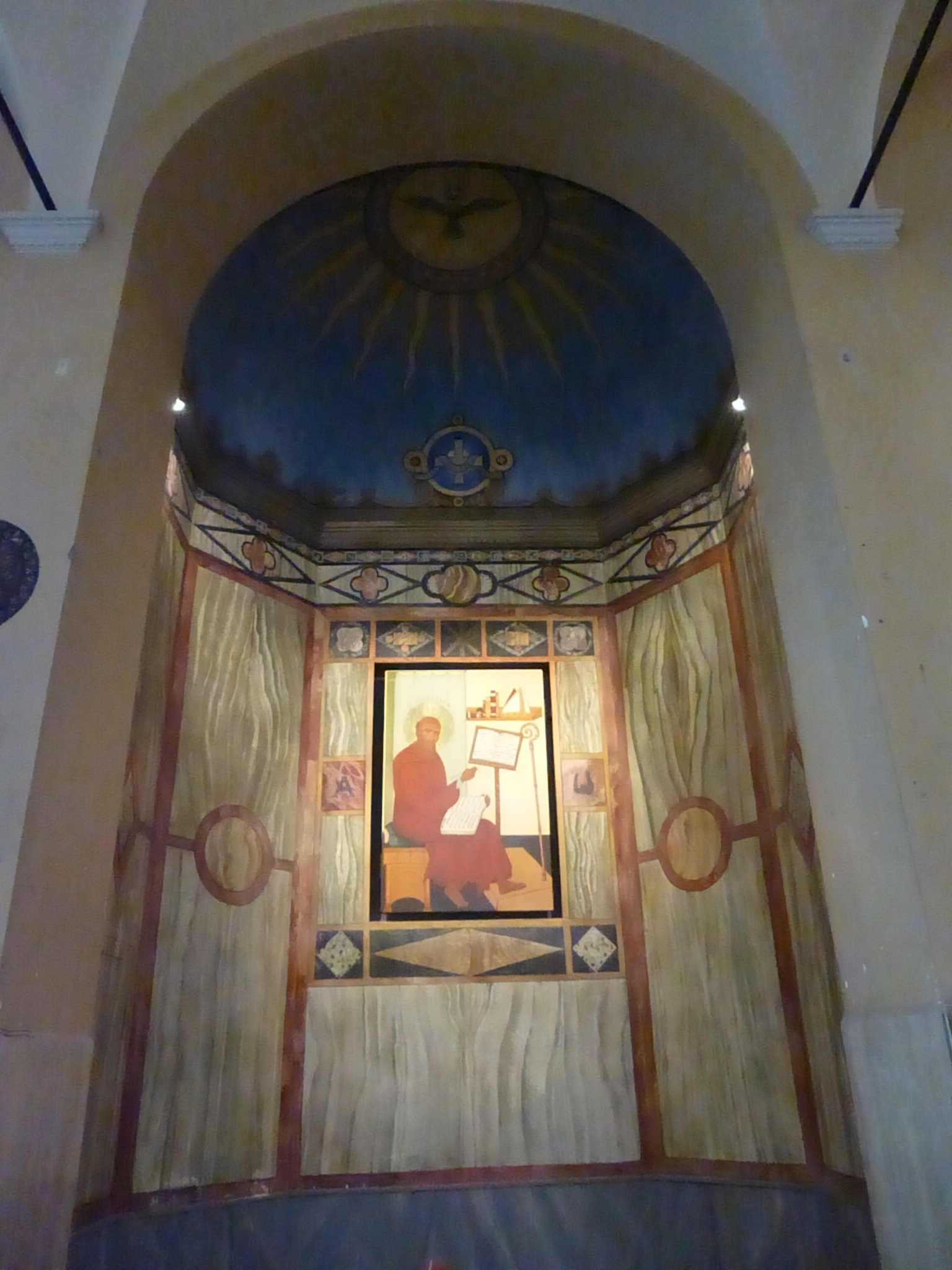
Vista de um dos altares laterais.

A capela tinha uma planta quadrada e era coberta por uma cúpula. O interior era um octógono irregular com lados diagonais mais curtos e ocupado pelas grandes pilares triangulares. Os lados destes pilares que formavam as diagonais tinham, cada um, um pequeno nicho absidal. Entre os pilares e as paredes ficava um corredor corria à volta de todo o interior, interrompido apenas no altar. Havia três entradas nos três pontos cardeais além do altar e um par de colunas ocupava o espaço entre os pilares em frente à cada porta. Atrás da parede do altar estava a casa do padre.
O altar tinha uma edícula em estilo dórico com um par de colunas suportando um entablamento, este decorado com tríglifos, e um frontão segmentado.
A família Patrizi comprou a villa no século XIX e a anexou à sua propriedade vizinha, a Villa Patrizi. A capela foi demolida em 1902. O local exato fica hoje sob a calçada e a rua um pouco a esquerda da fachada da igreja; ela foi demolida justamente para permitir o alargamento da rua.

### San Giuseppe a Via Nomentana
A igreja paroquial da capela era Sant'Agnese fuori le Mura, cujo território foi dividido para formação da nova paróquia. Como estavam encarregados de Sant'Agnese, os Cônegos Lateranenses também assumiram a responsabilidade da nova igreja desde a fase de projeto, apresentado pela primeira vez em 1897. O principal motivo para a proposta foi o aumento populacional ao longo da Via Nomentana a partir de 1870.
Depois de uma campanha de arrecadação de fundos, o local foi comprado da família Patrizi em 1899. A intenção inicial era construir uma enorme basílica que seria o foco da devoção a São José em Roma, num design proposto por Luigi Monti. Porém, o dinheiro não era suficiente e, quando a a pequena capela foi confiscada e demolida em 1902, os planos se aceleraram. O projeto foi simplificado, o design de Monti foi descartado e um novo projeto em estilo neorromanesco foi encomendado a Carlo Maria Busiri Vici. As obras começaram em 1904 e a igreja foi completada em apenas um ano, sendo consagrada solenemente em 12 de outubro de 1905 pelo cardeal Pietro Respighi. 

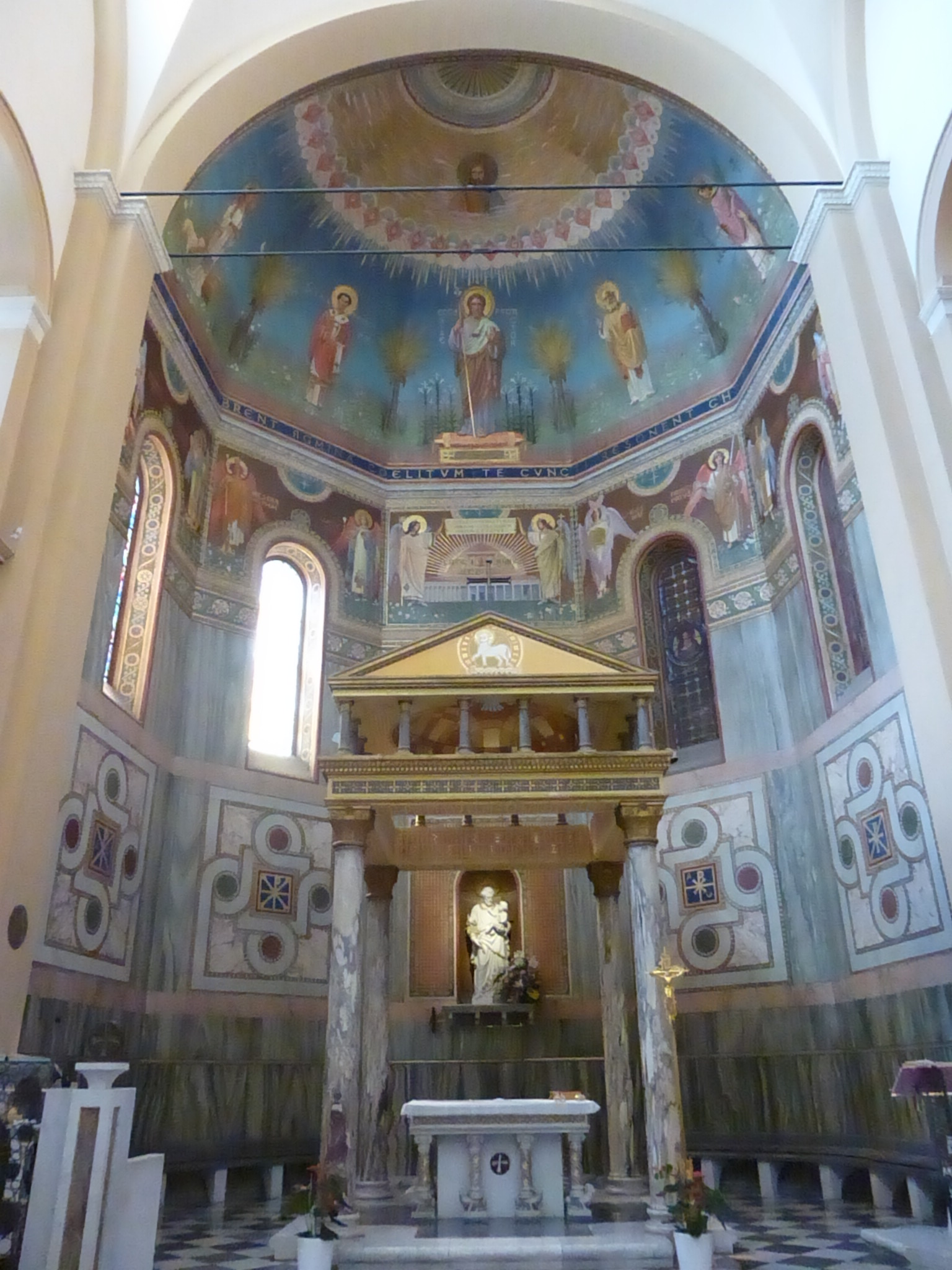
Vista do coro.

Porém, com a morte de Luigi Santini, abade-geral dos Cônegos Lateranenses e principal patrocinador do projeto, houve um hiato no provimento da decoração para o interior. Além disto, a construção do campanário que constava no projeto foi suspensa (ele acabaria não sendo construído).
A paróquia foi finalmente criada em 1906, quando a igreja estava pronta para receber os fiéis. A decoração do santuário, obra de Eugenio Cisterna, foi completada no ano seguinte. Apesar da boa qualidade da decoração, a intenção de transformar a igreja num centro da devoção a São José jamais se realizou e a honra acabou indo para San Giuseppe al Trionfale.

## Descrição
A fachada é em tijolos aparentes e apresenta um pórtico com três arcadas e uma roseta. Inserido na fachada está um mosaico com os brasões de papa Pio X e dos Cônegos Lateranenses. O interior, com três naves, termina numa abside decorada em estilo cosmatesco de Eugenio Cisterna e com uma estátua de São José de Francesco Nagni.
San Giuseppe é uma paroquial, instituída em 6 de janeiro de 1905 pelo papa Pio X através da bula "Romanae aequabilius" e entregue aos Cônegos Lateranenses.